# Maik Cioni
Maik Robert Cioni (* 17. Oktober 1979 in Essen) ist ein ehemaliger deutsch-italienischer Radrennfahrer und Wasserballspieler.
Maik Cioni spielte bis 2005 bei Blau-Weiß Bochum in der Deutschen Wasserball-Liga.
2005 zog Cioni sich aus dem Wasserballsport zurück und konzentrierte sich auf den Straßenradsport. Von 2009 bis 2016 fuhr er für verschiedene griechische, rumänische und iranische UCI Continental Teams.